# Az ének iskolája
Az ének iskolája licencszerződésen alapuló énekes-tehetséggondozó műsor, amely a TV2-n látható 2013. április 20-tól. A műsorban 8–16 év (az első két évadban a felső korhatár 14 év volt) közti gyerekek mutatják meg tehetségüket.  A többi ilyen műsorral ellentétben itt nincs kiesés és nem élő adásokkal megy, hanem előre felvettekkel, valamint a csatorna azt ígéri, hogy a gyerekek csak pozitív kritikákat kapnak. A forgatás a Budai-hegységben, a Klebelsberg Kultúrkúriában zajlik.
A formátum 2011-ben mutatkozott be az izraeli Channel 2 csatornán, forgalmazója a Keshet International. A magyar verzió követi az eredeti műsorban alkalmazott szabályrendszert.
Az első két évadban a zsűritagok, és egyben a tanárok Szulák Andrea, Szandi, Hajós András és Király Viktor voltak. A tanárok feladata a tanulóik felkészítése a következő adásra. A házigazda Friderikusz Sándor volt, aki egy 2014. június 24-i interjúban azt nyilatkozta, hogy a harmadik évad műsorvezetését már nem vállalja.
A harmadik évadban több változás is történt: az új műsorvezető Ördög Nóra lett. A zsűriben pedig Király Viktor helyét Molnár Ferenc „Caramel” vette át.

## Évadok
– Hajós András tanulója

     – Szulák Andrea tanulója

     – Caramel tanulója

     – Szandi tanulója

     – Király Viktor tanulója
| Évad              | Kezdet            | Finálé           | Győztes      | A győztes tanára | Műsorvezető        | Zsűri                                           | Adó |
| ----------------- | ----------------- | ---------------- | ------------ | ---------------- | ------------------ | ----------------------------------------------- | --- |
| Első évfolyam     | 2013. április 20. | 2013. június 16. | Farkas Zsolt | Szulák Andrea    | Friderikusz Sándor | Hajós András Szulák Andrea Szandi Király Viktor |     |
| Második évfolyam  | 2014. április 13. | 2014. június 15. | Berki Artúr  | Hajós András     | Friderikusz Sándor | Hajós András Szulák Andrea Szandi Király Viktor |     |
| Harmadik évfolyam | 2015. április 5.  | 2015. június 7.  | Juhos Zsófia | Szulák Andrea    | Ördög Nóra         | Hajós András Szulák Andrea Szandi Caramel       |     |

## Idővonal
| Név                | Évadok      | Évadok      | Évadok      |
| Név                | 1           | 2           | 3           |
| Zsűri              | Zsűri       | Zsűri       | Zsűri       |
| ------------------ | ----------- | ----------- | ----------- |
| Hajós András       | Zsűri       | Zsűri       | Zsűri       |
| Szulák Andrea      | Zsűri       | Zsűri       | Zsűri       |
| Szandi             | Zsűri       | Zsűri       | Zsűri       |
| Caramel            |             |             | Zsűri       |
| Király Viktor      | Zsűri       | Zsűri       |             |
| Műsorvezető        |             |             |             |
| Ördög Nóra         |             |             | Műsorvezető |
| Friderikusz Sándor | Műsorvezető | Műsorvezető |             |

## Tanulók
| Hely. | Évfolyam | Évfolyam | Évfolyam                                                                                                |
| Hely. | Első | Második | Harmadik                                                                                                |
| ----- | --- | --- | --- |
| 1.    | Farkas Zsolti | Berki Artúr | Juhos Zsófi                                                                                             |
| 2.    | Arany Timi Bari Lacika Kurcz Szandi Rubay Laci Tabatabai Nejad Flóra                                                                              | Sztojka Vanessza Varga Vivien Mata Ricsi Radics Jani Tóth Kiara                                                  | Horváth Alexandra Lentulay Krisztián Nagy Bogi Váradi Robi Győrfi Dzsenifer Varga Dávid Varga Norbi     |
| 3.    | Arany Timi Bari Lacika Kurcz Szandi Rubay Laci Tabatabai Nejad Flóra                                                                              | Sztojka Vanessza Varga Vivien Mata Ricsi Radics Jani Tóth Kiara                                                  | Horváth Alexandra Lentulay Krisztián Nagy Bogi Váradi Robi Győrfi Dzsenifer Varga Dávid Varga Norbi     |
| 4.    | Arany Timi Bari Lacika Kurcz Szandi Rubay Laci Tabatabai Nejad Flóra                                                                              | Sztojka Vanessza Varga Vivien Mata Ricsi Radics Jani Tóth Kiara                                                  | Horváth Alexandra Lentulay Krisztián Nagy Bogi Váradi Robi Győrfi Dzsenifer Varga Dávid Varga Norbi     |
| 5.    | Arany Timi Bari Lacika Kurcz Szandi Rubay Laci Tabatabai Nejad Flóra                                                                              | Sztojka Vanessza Varga Vivien Mata Ricsi Radics Jani Tóth Kiara                                                  | Horváth Alexandra Lentulay Krisztián Nagy Bogi Váradi Robi Győrfi Dzsenifer Varga Dávid Varga Norbi     |
| 6.    | Arany Timi Bari Lacika Kurcz Szandi Rubay Laci Tabatabai Nejad Flóra                                                                              | Sztojka Vanessza Varga Vivien Mata Ricsi Radics Jani Tóth Kiara                                                  | Horváth Alexandra Lentulay Krisztián Nagy Bogi Váradi Robi Győrfi Dzsenifer Varga Dávid Varga Norbi     |
| 7.    | Bánsági Petronella Hamar Barni Dani Matyi Izsó Bogi Lőrincz Álmos Scherzinger Gábor és Rafi Tóth Magdus Valovics Marcella Venczli Alex Veres Roli | Karczagi Józsika Kenedi Veronika                                                                                 | Horváth Alexandra Lentulay Krisztián Nagy Bogi Váradi Robi Győrfi Dzsenifer Varga Dávid Varga Norbi     |
| 8.    | Bánsági Petronella Hamar Barni Dani Matyi Izsó Bogi Lőrincz Álmos Scherzinger Gábor és Rafi Tóth Magdus Valovics Marcella Venczli Alex Veres Roli | Karczagi Józsika Kenedi Veronika                                                                                 | Horváth Alexandra Lentulay Krisztián Nagy Bogi Váradi Robi Győrfi Dzsenifer Varga Dávid Varga Norbi     |
| 9.    | Bánsági Petronella Hamar Barni Dani Matyi Izsó Bogi Lőrincz Álmos Scherzinger Gábor és Rafi Tóth Magdus Valovics Marcella Venczli Alex Veres Roli | Bordács Arnold Boudny Lídia Dénes Roland Hajdú Luca Jónás Szabolcs Malaczkó Anna Rghei Sarah Rózsa Rita Sikholya | Gyuris Luca Janca Áron Kovács Niki Kornis Anna Nagy Juli Sárközi Roland Németh Dávid De Re Attila Luigi |
| 10.   | Bánsági Petronella Hamar Barni Dani Matyi Izsó Bogi Lőrincz Álmos Scherzinger Gábor és Rafi Tóth Magdus Valovics Marcella Venczli Alex Veres Roli | Bordács Arnold Boudny Lídia Dénes Roland Hajdú Luca Jónás Szabolcs Malaczkó Anna Rghei Sarah Rózsa Rita Sikholya | Gyuris Luca Janca Áron Kovács Niki Kornis Anna Nagy Juli Sárközi Roland Németh Dávid De Re Attila Luigi |
| 11.   | Bánsági Petronella Hamar Barni Dani Matyi Izsó Bogi Lőrincz Álmos Scherzinger Gábor és Rafi Tóth Magdus Valovics Marcella Venczli Alex Veres Roli | Bordács Arnold Boudny Lídia Dénes Roland Hajdú Luca Jónás Szabolcs Malaczkó Anna Rghei Sarah Rózsa Rita Sikholya | Gyuris Luca Janca Áron Kovács Niki Kornis Anna Nagy Juli Sárközi Roland Németh Dávid De Re Attila Luigi |
| 12.   | Bánsági Petronella Hamar Barni Dani Matyi Izsó Bogi Lőrincz Álmos Scherzinger Gábor és Rafi Tóth Magdus Valovics Marcella Venczli Alex Veres Roli | Bordács Arnold Boudny Lídia Dénes Roland Hajdú Luca Jónás Szabolcs Malaczkó Anna Rghei Sarah Rózsa Rita Sikholya | Gyuris Luca Janca Áron Kovács Niki Kornis Anna Nagy Juli Sárközi Roland Németh Dávid De Re Attila Luigi |
| 13.   | Bánsági Petronella Hamar Barni Dani Matyi Izsó Bogi Lőrincz Álmos Scherzinger Gábor és Rafi Tóth Magdus Valovics Marcella Venczli Alex Veres Roli | Bordács Arnold Boudny Lídia Dénes Roland Hajdú Luca Jónás Szabolcs Malaczkó Anna Rghei Sarah Rózsa Rita Sikholya | Gyuris Luca Janca Áron Kovács Niki Kornis Anna Nagy Juli Sárközi Roland Németh Dávid De Re Attila Luigi |
| 14.   | Bánsági Petronella Hamar Barni Dani Matyi Izsó Bogi Lőrincz Álmos Scherzinger Gábor és Rafi Tóth Magdus Valovics Marcella Venczli Alex Veres Roli | Bordács Arnold Boudny Lídia Dénes Roland Hajdú Luca Jónás Szabolcs Malaczkó Anna Rghei Sarah Rózsa Rita Sikholya | Gyuris Luca Janca Áron Kovács Niki Kornis Anna Nagy Juli Sárközi Roland Németh Dávid De Re Attila Luigi |
| 15.   | Bánsági Petronella Hamar Barni Dani Matyi Izsó Bogi Lőrincz Álmos Scherzinger Gábor és Rafi Tóth Magdus Valovics Marcella Venczli Alex Veres Roli | Bordács Arnold Boudny Lídia Dénes Roland Hajdú Luca Jónás Szabolcs Malaczkó Anna Rghei Sarah Rózsa Rita Sikholya | Gyuris Luca Janca Áron Kovács Niki Kornis Anna Nagy Juli Sárközi Roland Németh Dávid De Re Attila Luigi |
| 16.   | Bánsági Petronella Hamar Barni Dani Matyi Izsó Bogi Lőrincz Álmos Scherzinger Gábor és Rafi Tóth Magdus Valovics Marcella Venczli Alex Veres Roli | Bordács Arnold Boudny Lídia Dénes Roland Hajdú Luca Jónás Szabolcs Malaczkó Anna Rghei Sarah Rózsa Rita Sikholya | Gyuris Luca Janca Áron Kovács Niki Kornis Anna Nagy Juli Sárközi Roland Németh Dávid De Re Attila Luigi |